# Armónico artificial

Representación de un armónico, ya sea natural o artificial.

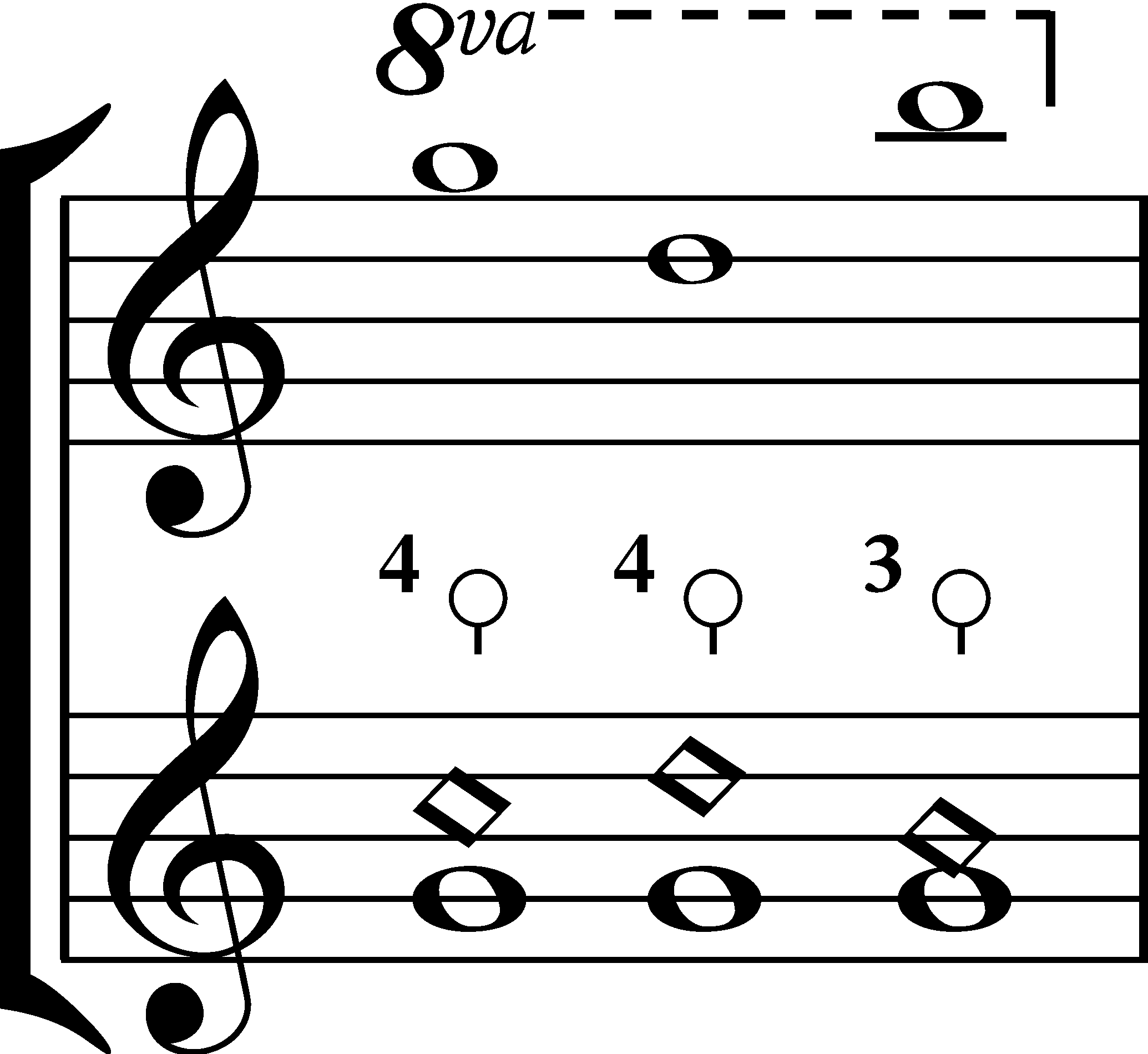
Armónico artificial: la nota de abajo (fundamental) se pisa en la cuerda de manera normal; la nota cuadrada (nodo) se roza en la misma cuerda, con otro dedo, y la nota superior (armónico) es el sonido que va a resultar de dicha operación.
(En otras palabras, el dedo que pisa la nota fundamental hace las veces de un capotasto móvil.)

Un armónico artificial (pinch harmonic en inglés) es un efecto que se obtiene en los instrumentos de cuerda (violín, viola, chelo, contrabajo, guitarra, etc.) cuando se pulsa una cuerda naturalmente con un dedo, mientras que al mismo tiempo otro dedo roza la misma cuerda, provocando así que el sonido se descomponga en armónicos (si el dedo roza demasiado la cuerda, se apagaría el sonido). En el caso del armónico natural, sólo se toca la cuerda con el dedo que la roza, dejando al capotasto -la cejilla- la función de dar la nota fundamental.
En la ilustración de la izquierda se puede apreciar el sonido resultante, pero no se especifica el modo de obtenerlo, dejando al intérprete la opción de producir ese armónico de manera natural o artificial.
Se utilizó en el violín desde el siglo XIX en piezas de Nicolò Paganini, Pablo de Sarasate, Camille Saint-Saëns, etc.
En la guitarra clásica fue cultivado por Heitor Villa-Lobos, Francisco Tárrega y otros muchos. En la guitarra eléctrica, el armónico, también conocido como squealies, fue utilizada por Roy Buchanan.
El armónico en la guitarra se crea sosteniendo el pico de la púa para que así una parte del dedo roce levemente la cuerda inmediatamente luego de pulsarla. Esta técnica se suele utilizar durante los "solos" de guitarra.
Es muy utilizado por reconocidos guitarristas como Steve Vai, Zakk Wylde, Eddie Van Halen, Richie Sambora, Mick Thomson, Marty Friedman, Joe Satriani, Synyster Gates, MartuHell, Dimebag Darrell y Kirk Hammett, Slash entre otros.
- Datos: Q748850